# ブランチャーズタウン技術学院
ブランチャーズタウン技術学院（ブランチャーズタウンぎじゅつがくいん、英: Institute of Technology, Blanchardstown、愛: Institiúid Teicneolaíochta Baile Bhlainséir）は、ダブリン15区ブランチャーズタウンに本部を置いていたアイルランドの国立高等教育機関である。1999年に設置され、2019年に廃止された。略称はITB。
2019年1月1日からダブリン技術学院、タラ技術学院、ブランチャーズタウン技術学院が統合し、アイルランドで最初の工科大学となるダブリン工科大学となり、ダブリン工科大学ブランチャーズタウンキャンパスとなった。

## 歴史的な法定とガバナンス

### 法定基準
1999年7月、アイルランドの12の技術学院と同様に、地域技術カレッジ法（Regional Technical Colleges (Amendment) Act 1999）が制定され、ブランチャーズタウン技術学院は、1992年および1994年の地域技術カレッジ法（Regional Technical Colleges Acts 1992 and 1994）に基づいて運営されている。また、1999年の資格（教育訓練）法（Qualifications (Education and Training) Act,1999）および2006年の技術研究所法（Institutes of Technology Act 2006）の下で運営されていた。

### ガバナンス
当時の教育・科学大臣によって任命された法定の運営機関によって管理されており、大学関係者、地域社会、企業関係者、国からの代表者が参加していた。学術的な問題と基準は、学術評議会によって管理されていた。

### 委任統治
2006年に委任を受け、国家資格枠組み（NFQ）のレベル9までのコースを修了した者に（高等教育訓練賞審議会に代わって）資格を授与する権限を持っていた。

### 経営
経営は、理事長が主導し、理事長は教務係、秘書・財務経理担当、学部・学科長、その他（財産管理者、IT管理者、人事管理者など）の責任者で構成され、率いていた。

## 学術構造とコース

### 学部・学科
- 人文・経営学部
  - 経営学科
  - 人文学科
- 情報工学部
  - 情報創造デジタルメディア学科
  - 工学科

### コース
フル・パートタイムのコースは、応用社会学、ビジネス、コンピューティング、デジタルメディア、工学、園芸、言語、社会・コミュニティ開発、スポーツマネジメント、幼児教育の各分野で高等教育課程、学士課程、修士課程、博士課程が提供されている。

## 公式サイト
- ブランチャーズタウン技術学院（英語）
- ダブリン工科大学（英語）（アイルランド語）